# 傭兵ピエール
『傭兵ピエール』（ようへいピエール）は、佐藤賢一作の歴史小説。百年戦争を題材とする。

## あらすじ
舞台は百年戦争さなかの15世紀、フランス。大貴族の私生児ピエールはアザンクールの戦いで父と生き別れ、気がつけば悪名高い傭兵部隊に加わっていた。やがて隊長を殺し、傭兵部隊「アンジューの一角獣」を率いて略奪・人身売買と悪事の限りを尽くしていた傭兵ピエールは、救国の乙女ラ・ピュセルことジャンヌ・ダルクとの出会いを通し、人間性を取り戻してゆく。
戦争を通して2人は互いに惹かれ合い、2人の影響を受けた傭兵隊の仲間たちも攫ってきた女達と所帯を持つなど、ピエールの周囲は大きく変わっていく。しかしフランス軍がオルレアンを攻囲から解放し、ランスでの戴冠式を終えた王太子がシャルル7世として即位して、フランスが優勢になったところで戦時動員が終わってしまう。ジャンヌが「戴冠式で私の役目は終わった」と言いながらも従軍を強要されて追い詰められているのを察しつつ、ピエールはジャンヌに夢中になったが故に部下たちや自分を慕う娘を死なせてしまったことに気がつく。仲間のためにジャンヌと別れて戦線から離脱したピエールは、誘拐した娘たちを送り届けた南フランスの田舎町で、部下共々警備隊を務めるようになる。
そうしてのんびりと過ごしていたピエールの元へ、アングル軍（イングランド軍）に捕らえられたジャンヌ・ダルクを救出するよう極秘任務が持ち込まれる。ジャンヌの危機を知ったピエールは単身、彼女が捕らわれているブーヴルイユ城塞に乗り込むが、そこで目にしたのは全裸とされ看守の男たちに嬲られているジャンヌの姿だった。ジャンヌはすでに処女を奪われ、男たちに毎晩のように輪姦されていたのだった。ピエールはジャンヌを救出し、陵辱を命じていた司教の愛人を身代わりに処刑させる。
アングル軍やジル・ド・レの魔手からの逃避行を続ける中、ピエールとジャンヌは互いの思いを再確認する。しかしピエールは心に深い傷を負ったジャンヌを抱く決心がつかず、やがてジャンヌは女子修道院に入ってしまう。ジャンヌを失ったピエールは塞ぎこむが、やがて仲間のトマの勧めで女子修道院を襲撃してジャンヌを取り戻す。そして2人は結婚し、ピエールは地方領主としての地位を手に入れ、ジャンヌはその正体を隠して貴族夫人として穏やかな生活を送ることとなる。
それから数年後、立派な傭兵隊長となった弟分のジャンがピエールを訪ねてくる。ピエールは猥談と戦場での手柄話に興じてはジャンヌに叱られるという、妻の尻に敷かれた亭主に成り果てていた。一方、彼はその生活を手に入れる代わりに暗殺者「傭兵ピエール」として戦い続けてもいた。どうして英国王子の暗殺を拒否したのか調べにきたジャンに、ピエールは「子供を殺すとジャンヌが怒る」と釈明する。尊敬するピエールが歴史の闇に葬られたことを悟って「もう少ししたらまた一緒に戦争へ行こう」と叶わぬ夢を語りながら涙するジャンに対し、傭兵ピエールは会心の笑みを浮かべるのだった。

## 主な登場人物
ピエール
傭兵隊長。かつて自らの傭兵隊長（シェフ）を殺したことから、「シェフ殺しのピエール」の通り名を持ち、傭兵らから恐れられる。もともとはドゥ・ラ・フルト家の私生児として武勇の誉れ高い父のもとで育つ。父と兄が戦場で相次いで行方不明になったあとは、義母を城に残し長年傭兵に身をやつしている。義母から受けた愛情と教育によって、自然と女性の扱いに長けるようになった反面、女性特有の傲岸な態度や涙を見せられると持て余すことも。最後は修道院襲撃の罰として王妃の母ヨランド・ダラゴンからジャンヌ・ダルクとの結婚を命じられる。
ジャン
ピエール隊の重鎮。絶世の美男子だが、冷徹な雰囲気を湛えている。明け透けな性格でクチが悪く、周囲に疎まれることが多い（仲間を除く）。貴族の生まれで幼馴染のピエールを兄のように慕う。戦闘・戦術においてはピエールに一目置かれている。貴族としての自負からか、大成の願望が強く、のちに傭兵部隊「アンジューの一角獣」内でトラブルを起こし、ピエールを裏切る。トマとは犬猿の仲。
トマ
ピエール隊の重鎮。商家の出で、金銭勘定のできないピエールに代わって傭兵部隊の会計係を一手に引き受けている。神経質で女性の体臭を嫌う。のちに商人としての才覚を現し、またジャンヌを失ったピエールを立ち直らせるため一芝居打つ。
ジャンヌ・ダルク
キリスト教の敬虔な信徒で、フランスを救えとの神の声を聞き、ロレーヌより戦場に馳せ参じた純粋な栗毛の美少女。キリスト教の教義に潔癖なほど従順で、一般人や傭兵らとは感覚のズレをのぞかせる。道中で出会ったピエールに強姦されかけるも、後に彼を信頼するようになる。そして、ピエールに恋していたことに気付き、自らの処女を捧げることを約束する。だが、アングル軍に捕らわれた後は牢獄のなかで繰り返し性的暴行を受け、処女を失ってしまう。作中では「ラ・ピュセル」、「ジャネット」とも呼ばれる。
ヴィベット
傭兵部隊「アンジューの一角獣」が農村を襲った際に捕らえられた黒髪の娘。16歳。おとなしい性格。ピエールの雑用係としてあてがわれ、身を守るために常に彼と行動をともにするようになる。やがて彼を愛するようになり、処女を捧げる。が、ピエールと親しく話すジャンヌに嫉妬し、ピエールに向かって、ジャンヌの代わりとして抱かれるのは嫌と告げ、陣中を飛び出す。その直後にピエールを敵視する傭兵たちに捕まり、服を剥がれて輪姦された上、焼殺されるという悲惨な最後を遂げる。
アンヌ
ヴィベットの妹。気の強い性格の少女。傭兵のジャンに手込めにされる。その後も毎晩のように彼の性欲処理の道具として弄ばれた挙句に捨てられる。
カトリーヌ
ジャンヌ・ダルクを監禁しているコーション司教の妾。30前後の美女。14歳のときにアジャンクールの戦いに巻き込まれ、婚約者たちを殺された。年若い母とともに傭兵につかまり、輪姦されて娼婦に身を落とした。ジャン・ダルクを激しく憎み、男たちに彼女を凌辱させた。ピエールを誘惑して彼と一夜をともにするが、のちにピエールの罠にはまってジャンヌの身代わりとして自らが凌辱される身となり、処刑される。

## 書誌情報
- 傭兵ピエール（単行本、集英社、1996年2月発売 ISBN 978-4087751963）
- 傭兵ピエール (上)(下)（集英社文庫、1999年2月19日発売 ISBN 978-4087470154 ISBN 978-4087470161）

## 翻案
- 野口賢による漫画化作品が、2003年から2007年にかけて『漫革』（集英社）に連載された。単行本は全4巻。
- 2003年、宝塚歌劇団宙組によって『傭兵ピエール -ジャンヌ・ダルクの恋人-』というタイトルで舞台化された。